# Volujak (biljni rod)
Volujak (lat. Anchusa), biljni rod iz porodice boražinovki opisan 1753. godine. Smješten je u podtribus Boragininae, dio tribusa Boragineae, potporodica Boraginoideae. Pripada mu 29 priznatih vrsta iz Euroazije i Afrike; Neke su uvezene i u obje Amerike. 
U Hrvatskoj su prisutne vrste: križani (A. hybrida), i ljekoviti volujak (A. officinalis), te varijetet modrog volujka (A. azurea var. azurea; sin. A. italica)
Poljski volujak pripada rodu Lycopsis (sin. A. arvensis).

## Vrste
1. Anchusa affinis R.Br. ex DC.
2. Anchusa atlantica Ball
3. Anchusa azurea Mill.
4. Anchusa calcarea Boiss.
5. Anchusa capensis Thunb.
6. Anchusa cespitosa Lam.
7. Anchusa crispa Viv.
8. Anchusa formosa Selvi, Bigazzi & Bacch.
9. Anchusa gmelinii Ledeb.
10. Anchusa hybrida Ten.
11. Anchusa iranica Rech.f. & Esfand.
12. Anchusa konyaensis Yild.
13. Anchusa leptophylla Roem. & Schult.
14. Anchusa littorea Moris
15. Anchusa milleri Lam. ex Spreng.
16. Anchusa montelinasana Angius, Pontec. & Selvi
17. Anchusa ochroleuca M.Bieb.
18. Anchusa officinalis L.
19. Anchusa procera Besser ex Link
20. Anchusa pseudoochroleuca Des.-Shost.
21. Anchusa puechii Valdés
22. Anchusa pusilla Gusul.
23. Anchusa samothracica Bigazzi & Selvi
24. Anchusa sardoa (Illario) Selvi & Bigazzi
25. Anchusa strigosa Banks & Sol.
26. Anchusa stylosa M.Bieb.
27. Anchusa thessala Boiss. & Spruner
28. Anchusa tiberiadis Post
29. Anchusa undulata L.
30. Anchusa × digenea Gusul.
31. Anchusa × thirkeana Gusul.

## Sinonimi
- Anchusella Bigazzi, E.Nardi & Selvi
- Buglossa Gray
- Buglossites Bubani
- Buglossum Mill.
- Echioides Fabr.
- Hormuzakia Gusul.
- Lycopsis L.
- Phyllocara Gusul.
- Stomotechium Lehm.